# ザンクト・フィート
ザンクト・フィート（ドイツ語: Sankt Vith ドイツ語: [ˌzaŋkt ˈviːt]、オランダ語: [ˌsaŋkt ˈfɪt]、フランス語: Saint-Vith、ルクセンブルク語: Sankt Väit [ˌzɑŋkt ˈvæːɪ̯t]）は、ベルギーのリエージュ州に属する基礎自治体。
Alfersteg、Amelscheid、Andler、Atzerath、Breitfeld、Crombach、Eiterbach、Galhausen、Heuem、 Hinderhausen、Hunnange (Hünningen)、Lommersweiler、Neidingen、Neubrück、Neundorf、Niederemmels、Oberemmels、Recht、Rödgen、 Rodt、Schlierbach、Schoenberg (Schönberg)、Setz、Steinebrück、Wallerode、Weppelerの各町から構成されている。
公用語はドイツ語で、ドイツ語共同体に属する9つの基礎自治体の1つである。

## 地理

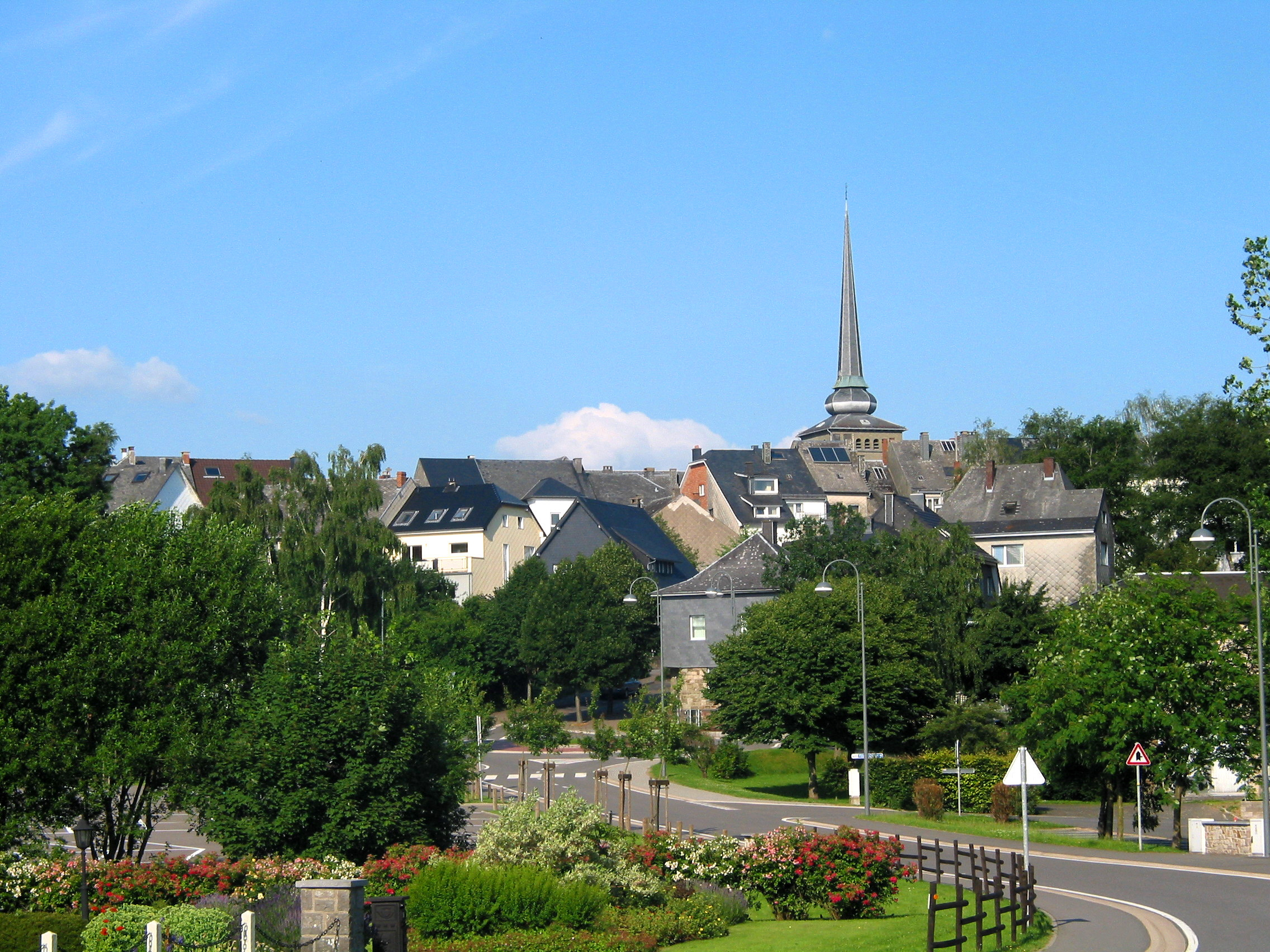
ザンクト・フィート

アルデンヌ高原とアイフェル高原の交差する地点に位置する。

### 日本における地名の表記について
当地はベルギーのドイツ語公用圏であり、公用読みの発音をカタカナ表記した場合、最も近いものは「ザンクト・フィート」となるが、日本ではフランス語表記に基づいて「サン・ヴィット」（もしくは「サン・ヴィト」等）と表記されていることがある。
日本語で記述されている第2次世界大戦を扱った戦史のうち、特に西暦2000年代以前のものではこの「サン・ヴィット」で表記されていることが多い。

## 歴史
12世紀以来の重要な市場町で、1350年には自治体として特権を授かった。1815年からプロイセン王国のラインラント州に属した。1917年にはリブラモン＝バストーニュ＝グヴィ線鉄道が敷かれ、重要な鉄道分岐点の地となった。
第一次世界大戦後のヴェルサイユ条約により、ザンクト・フィートはオイペン、マルメディとともにベルギー王国へ併合された。

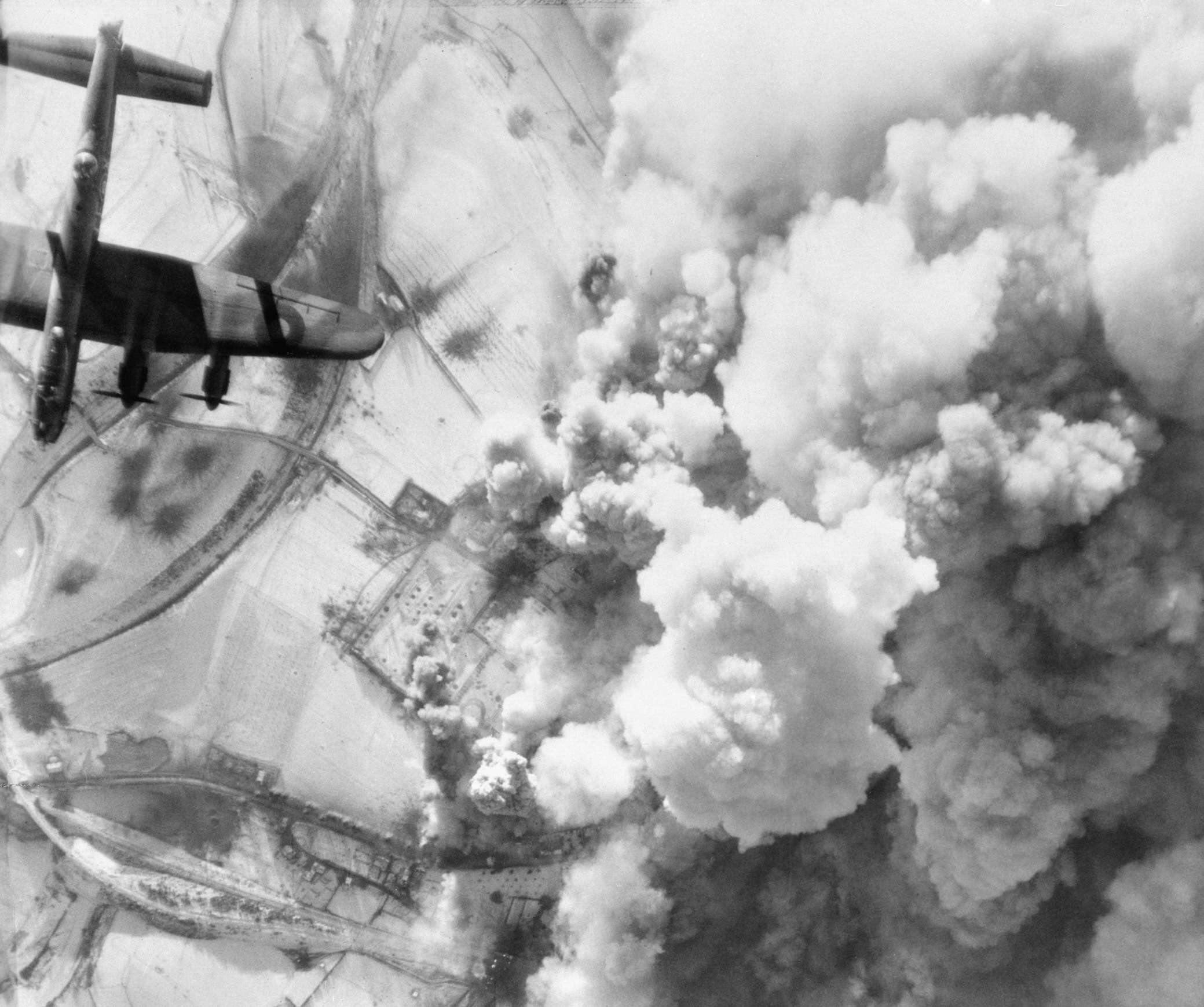
イギリス空軍の爆撃機による攻撃を受けるザンクト・フィート
（1944年12月26日の撮影）

1940年5月10日、ザンクト・フィートを含むベルギー東部は侵攻してきたドイツ軍に占領され、ドイツ国のオストカントネ（Ostkantone）地方として併合された。1944年12月16日に始まったドイツ軍の冬季攻勢である「ラインの守り」作戦（「バルジの戦い」の呼称で知られる）においてザンクト・フィートは重要な作戦目標となり、連合軍とドイツ軍との間で当地を巡って激しい戦闘が行われた。地上戦の他、市街は爆撃を受け、90％以上の建物が破壊されるか甚大な損傷を受け、廃墟と化した。戦災からの復興には1960年代までかかった。
現在は商業、観光、木材加工業が主産業となっている。

## 交通
- 道路 - A27のほか、N62、N626、N646、N659、N670、N675、N695

第二次世界大戦後にザンクト・フィートを通る鉄道路線は廃止された。現在、ワロン地域交通公社（fr）運営の、ザンクト・フィート＝オイペン間のバス路線がある。

## 姉妹都市
- ケルペン、ドイツ